# Прогресс МС-02
Прогресс МС-02 (№ 432, по классификации НАСА Progress 63 или 63P) — модернизированный транспортно-грузовой корабль (ТГК) серии «Прогресс», запущенный к Международной космической станции (МКС) 31 марта 2016 года.

## Хроника полёта
Запуск состоялся 31 марта 2016 года в 19:23 МСК с космодрома Байконур. Спустя 9 минут после старта ТГК успешно отделился от третьей ступени ракеты-носителя и начал автономный полёт. Во время полёта тестировались системы, которые будут использоваться во время будущего полёта пилотируемого корабля «Союз МС-01».
Полёт осуществлялся по двухсуточной схеме, автоматическая стыковка к кормовому стыковочному узлу модуля «Звезда» произошла 2 апреля 2016 года в 20:58 МСК. На МКС был доставлен груз общим весом 2 425 кг. За всё время, пока транспортный корабль был пристыкован к МКС, с помощью его двигателей было проведено 4 плановых коррекции орбиты МКС.
Отстыковка корабля от МКС запланирована на 14 октября 2016 года, на 12:37 мск, затем, примерно в 15:50 мск будут включены двигатели корабля, после чего корабль войдет в плотные слои атмосферы и примерно через час будет его несгоревшие части упадут несудоходном районе Тихого океана.
14 октября грузовой космический корабль «Прогресс МС-02» отстыковался от Международной космической станции в расчётное время.

## Груз

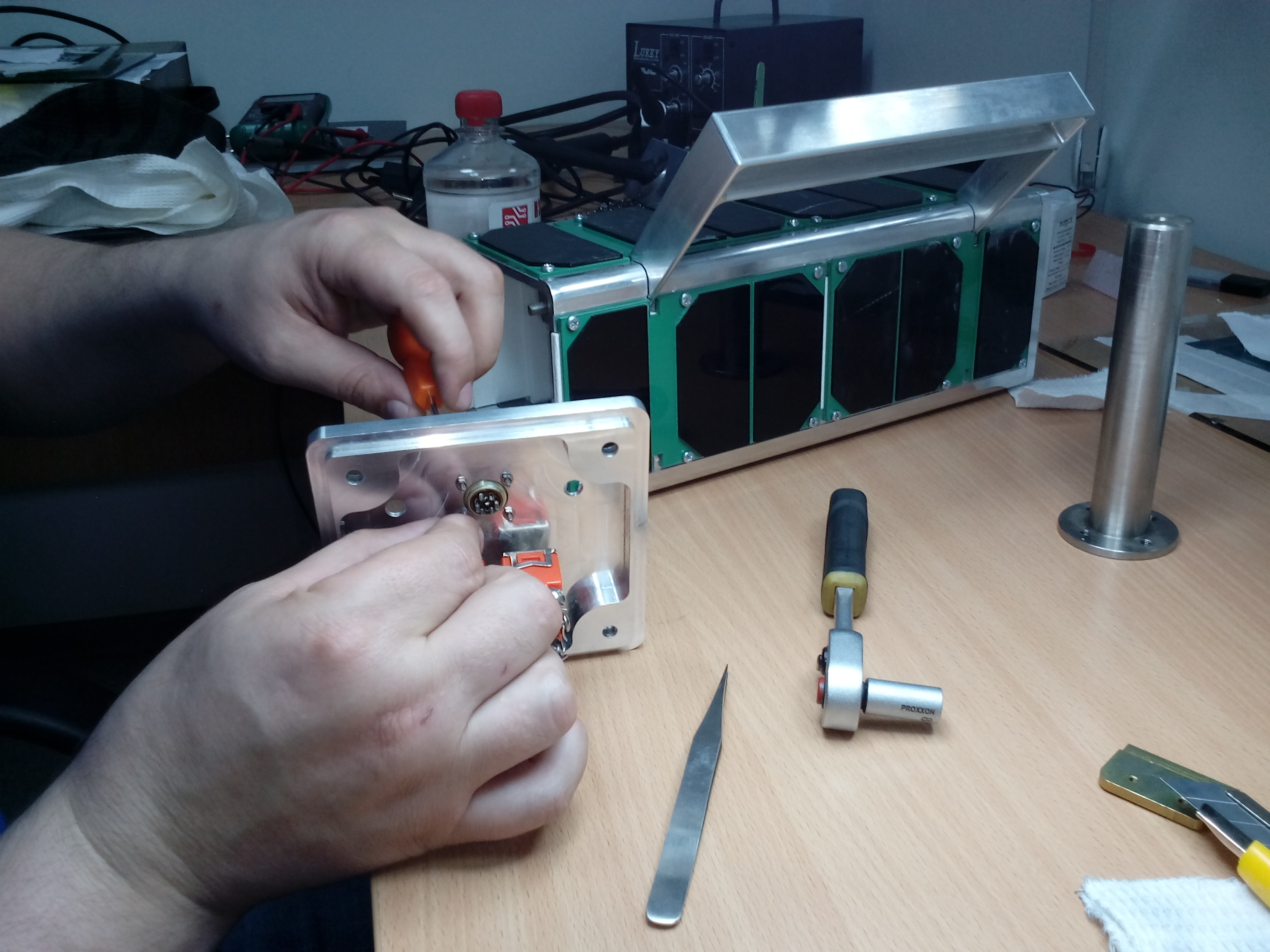
Сборка спутника «Томск-ТПУ-120»

Грузовой корабль доставил к МКС 2425 кг полезного груза, включая любительский спутник «Томск-ТПУ-120» Томского политехнического университета, выполненный в форм-факторе CubeSat 3U. Этот спутник не запускается из пускового контейнера, предназначенного для запусков наноспутников CubeSat. Планируется, что он будет запущен вручную во время одного из выходов космонавтов в открытый космос. Это первый российский космический аппарат, детали которого создавались с использованием 3D-принтера. Размер спутника 30 на 10 см, вес 4 кг. После выхода на орбиту аппарат будет передавать на Землю поздравление с 120-летием Томского политехнического университета, записанное студентами на 11 языках. Поймать сообщение можно будет на частоте 437,025 МГц. Он будет находиться на орбите от 4 до 6 месяцев.